# Darius Nggawa
Darius Nggawa SVD (* 1. Mai 1929 in Nggela, Indonesien; † 9. Januar 2008 in Maumere) war römisch-katholischer Bischof von Larantuka auf Flores in Indonesien.

## Leben
Darius Nggawa trat der Ordensgemeinschaft der Steyler Missionare (SVD) bei und empfing am 12. Oktober 1955 die Priesterweihe.
1974 wurde er von Papst Paul VI. zum Bischof des Bistums Larantuka ernannt, einem Bistum am östlichen Ende der Insel Flores und zur indonesischen Provinz Ost-Nusa Tenggara gehörend. Die Bischofsweihe spendete ihm am 16. Juni 1974 sein Amtsvorgänger Antonius Hubert Thijssen; Mitkonsekratoren waren Donatus Djagom, Erzbischof von Endeh, und Vitalis Djebarus, Bischof von Denpasar. 2003 nahm Papst Johannes Paul II. das Rücktrittsgesuch von Darius Nggawa an.
Er engagierte sich gegen die zunehmende Gewalt und Korruption in Indonesien. Er war einer der maßgeblichen Unterstützer der Initiative AsIPA (Asien Integral Pastoral Approach).